# Allylisotiocyanat
Allylisotiocyanat är en organisk förening med formeln C3H5NCS. Det är detta ämne som ger smaken åt senap, pepparrot och wasabi.

## Biosyntes
Allylisotiocyanat bildas när senapsfrön går sönder och enzymet myrosinas aktiveras och angriper ämnet sinigrin. Ämnet är växtens försvar mot växtätare.

## Framställning
Allylisotiocyanat kan framställas syntetiskt genom att reagera allylklorid (C3H5Cl) med kaliumtiocyanat (KSCN).
{\displaystyle {\rm {C_{3}H_{5}Cl+KSCN\rightarrow C_{3}H_{5}NCS+KCl}}}
Allylisotiocyanat kan också utvinnas ur senapsfrön genom att de mals, blandas med etanol och destilleras.

## Användning
Allylisotiocyanat används som smakämne, insektsmedel och antiseptika. Det är måttligt giftigt och kan användas som tårgas.